# Thomas Jonathan Burrill
Thomas Jonathan Burrill   (Pittsfield, 25 d'abril de 1839 - Champaign, 14 d'abril de 1916) va ser un botànic dels Estats Units i va ser el primer a descobrir una causa bacteriana per les malalties de les plantes. Va presentar Erwinia amylovora com l'agent que causa el foc bacterià en les pereres.
Nasqué a Pittsfield, Massachusetts, es graduà en la Universitat de l'Estat d'Illinois l'any 1865. El 1868 va ser professor de botànica i horticultura a la Universitat d'Illinois at Urbana-Champaign on hi va romandre fins a la resta de la seva carrera essent-ne vicepresident el 1882.
L'estiu de 1867, va acompanyar com a botànic al Major John W. Powell per explorar el Grand Canyon del Colorado i regions properes.
Malgrat que les malalties bacterianes en els animals ja es coneixien en el cas de les plantes no. Burrill presentà els seus estudis preliminars a la State Horticultural Society el 1878. Va descriure els organismes que es veien en els teixits, va transmetre la malaltia per transferència de l'exsudat de plantes malaltes a plantes sanes. Va provar que els bacteris implicats, en aquest cas concret eren “Micrococcus amylovorus”. Encara que els seus resultats van ser acceptats de seguida pels botànics dels Estats Units no ho van ser tan aviat a Europa.
La seva signatura abreujada com a botànic és: Burrill.